# Eggishorn
Eggishorn – szczyt w Alpach Berneńskich, części Alp Zachodnich. Leży w Szwajcarii w kantonie Valais. Należy do głównego łańcucha Alp Berneńskich. Można go zdobyć ze schroniska Gletscherstube Märjelen (2360 m) lub za pomocą kolejki linowej.